# Депрессия снеговой линии

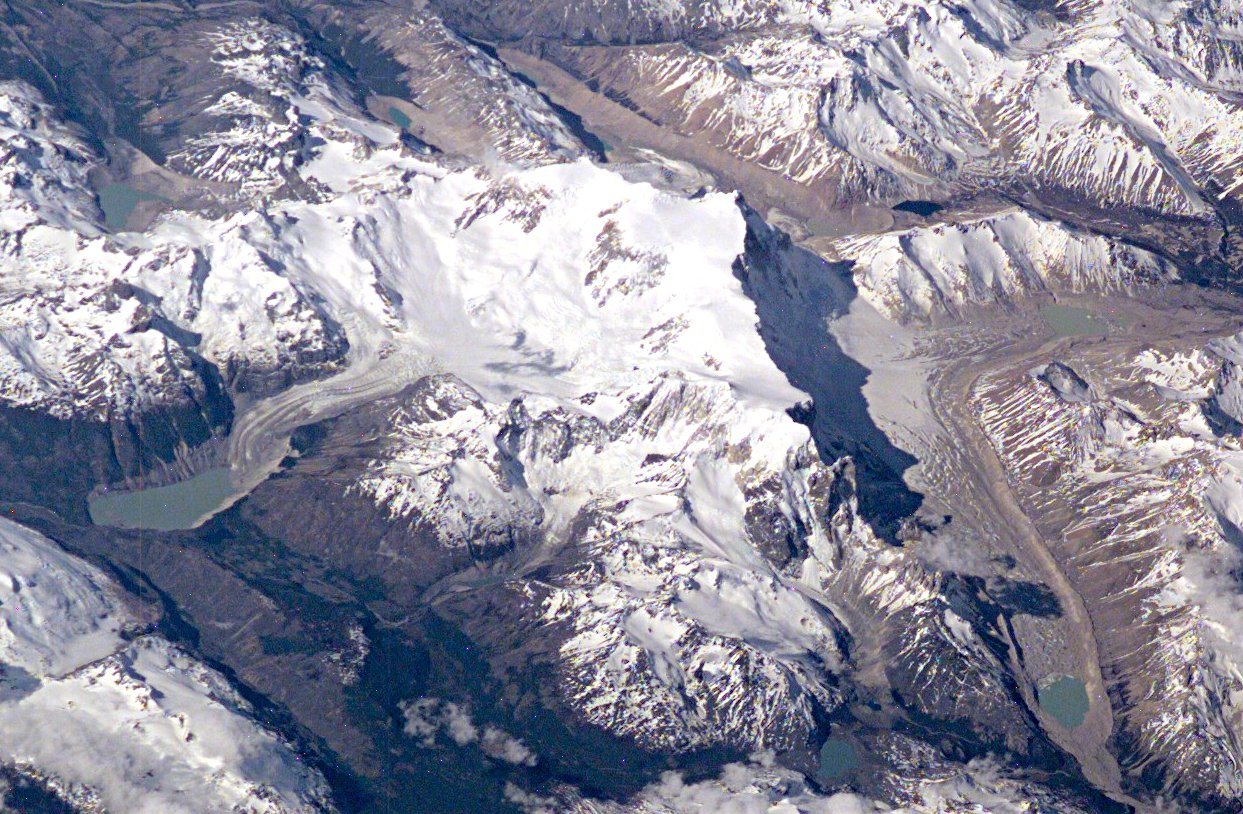
Массив Сан-Лоренцо на границе Чили и Аргентины. Отчетливо видна ярко-белая снежная зона питания, извилистая снеговая линия, грязновато-голубые долинные ледники со срединными моренами, а также и их древние конечные морены, по которым можно оценить депрессию снеговой линии для соответствующих хронологических срезов. Много приледниковых озер, хороших палеогляциологических документов. 9 марта 2007 года.

Депрессия снеговой линии (лат. depressio — вдавливание, снижение) — её снижение вследствие климатических изменений, благоприятных для сохранения баланса массы ледников. Поскольку баланс массы — это прямая функция аккумуляции и абляции, колебания высоты снеговой линии отражают суммарные эффекты изменений температур и атмосферных осадков
М. Г. Гросвальд полагает, что, говоря о депрессии снеговой линии, можно также говорить и о депрессии границы питания ледников и границы оледенения.
Численное значение депрессии снеговой линии определяется разностью между высотами современной и древней снеговой линии в метрах. Положение современной снеговой линии устанавливается непосредственными измерениями в поле и на аэро- или космических снимках в результате повторных съемок.
Положение древних снеговых линий вычисляется по следам древних ледников — по конечным моренам, положению днищ каров, плеч трогов и другими способами, в том числе, и с помощью построения численных физических имитационных моделей
Максимальные амплитуды депрессии снеговой линии были присущи ледниковым эпохам. Как сообщает М. Г. Гросвальд, обобщение данных о депрессии снеговой линии в максимум последнего оледенения Земли привело Ю. Бюделя к заключению о том, что поверхности современной и древней снеговой линии параллельны и отстоят друг от друга на 1000 м. Американский геолог Стивен Портер провел более тщательные исследования и установил, что эта депрессия была везде приблизительно одинакова и равнялась 900±100 м. Однако это может быть верным только для горных стран умеренных широт.
В общем надо отметить, что разброс в оценках депрессии снеговой линии разными исследователями для одних и тех же территорий иногда отличается в два-три раза. Например, большой популярностью пользуется гипотеза о том, что в районах с морским климатом она была гораздо больше, чем в континентальных районах. Снижение снеговой линии до уровня моря могло способствовать развитию оледенения континентальных шельфов при благоприятных палеоокеанологических условиях.

Вопрос об оценке депрессии снеговой линии в ледниковые эпохи — один из ключевых вопросов палеогляциологии и вообще — палеогеографии. В общем случае — чем ниже находится снеговая граница, тем больше площадь и масса оледенения. Например, у берегов Антарктиды она находится сейчас около уровня Мирового океана, а в Южно-Американских Кордильерах, в зависимости от экспозиции склонов и их ориентации к преобладающим направлениям движения влажных воздушных масс — может подниматься до 6000 м над уровнем Мирового океана.
Современные оценки депрессии снеговой линии для максимума последнего оледенения горных районов Центральной Азии и Байкальского региона, например, варьируют у различных авторов от 500 до 1300 метров. Отсюда понятно, что и реконструируемые этими авторами ледники и ледниковые покровы на любой конкретный хронологический срез колеблются в широких пределах морфогенетических типов ледников — от каровых и карово-долинных ледников до сетчатых ледниковых систем шпицбергенского типа и ледниковых покровов. Отсюда ясно, что единодушно общепринятых методов оценки депрессии снеговой линии в научном сообществе нет, как нет пока и самих единодушно принятых оценок.

Высота снеговой линии подвергается и сезонным изменениям, в холодное лето, или сразу после снегопадов, она хорошо видна издали, хотя, строго говоря, этот свежий выпавший снег климатическое положение снеговой линии характеризовать не может.